# سارت (رود)
 سارت رودی است به ایالت مین می‌ریزد. این رود از کشور فرانسه می‌گذرد. طول آن ۳۱۳ کیلومتر (۱۹۴ مایل)، ارتفاع سرچشمه آن ۲۵۰ متر (۸۲۰ فوت) است.